# Lycia terna
Lycia terna là một loài bướm đêm trong họ Geometridae.